# 가토 히사시
가토 히사시(일본어: 加藤 久, 1956년 4월 24일 ~ )는 일본의 전직 축구 선수로 선수 시절 포지션은 수비수였다.

## 클럽 경력
1956년 4월 24일 일본 미야기현 리후정 출생으로 센다이 다이니 고등학교와 와세다 대학을 거쳐 1980년 요미우리(베르디 가와사키) 입단을 통해 프로에 입문했다. 이후 13년간 팀의 주축 수비수로 216경기 11골을 기록하며 일본 사커 리그 5회 우승 및 2회 준우승, J리그 1993 시즌 우승, J리그컵 3연속 우승, 일왕배 3회 우승 및 3회 준우승에 기여했고 이에 힘입어 9번의 일본 사커 리그 베스트 11에 선정되는 영예까지 안았다. 그리고 1993년 베르디 가와사키를 떠나 시미즈 에스펄스로 이적 후 20경기를 소화하며 1993년 J리그컵 준우승에 일조했고 1994년 친정팀인 베르디 가와사키로 복귀하여 7경기를 소화한 후 프로 통산 243경기 11골의 기록을 남긴 뒤 14년간의 프로 선수 생활을 마감했으며 2018년 일본 축구 명예의 전당에 헌액되었다.

## 국가대표팀 경력
와세다 대학 4학년 때이던 1978년 11월 소련와의 친선 경기에서 국제 A매치 데뷔전을 치렀고 이후 2번의 아시안 게임(1978년, 1982년)에 참가하여 이 중 1982년 대회 8강 진출에 일조했으나 8강에서 이라크에 0-1로 패하며 메달권에서 멀어졌다. 그 뒤 1984년 하계 올림픽 축구 아시아 지역 예선, 1986년 FIFA 월드컵 아시아 지역 예선, 1986년 아시안 게임, 1988년 하계 올림픽 축구 아시아 지역 예선에서 팀의 주장으로 출전했으며 1988년 올림픽 본선 진출 실패 후 A매치 통산 61경기 6골의 기록을 남긴 채 국가대표팀 유니폼을 반납했다.

## 지도자 경력
1997년 친정팀인 도쿄 베르디의 감독으로 취임했으나 같은 해 7월 도쿄 베르디와 계약을 해지한 뒤 2000년 일본 2부 리그팀인 쇼난 벨마레의 감독으로 부임하여 2000 시즌 리그 8위의 성적을 남겼고 이후 2007년 같은 2부 리그팀인 교토 상가 FC의 감독으로 부임하여 2007 시즌 리그 3위 및 1부 리그 승격을 지휘했으나 2008년부터 2010년까지 1부 리그에서 하위권에 머무는 등 이렇다할 성과를 거두지 못한 채 결국 2010년 경질 통보를 받았다.

## 통계
| 일본 | 일본 | 일본 |
| 연도 | 출전 | 득점 |
| ---- | ---- | ---- |
| 1978 | 5    | 1    |
| 1979 | 0    | 0    |
| 1980 | 3    | 0    |
| 1981 | 8    | 1    |
| 1982 | 8    | 0    |
| 1983 | 7    | 1    |
| 1984 | 6    | 1    |
| 1985 | 8    | 0    |
| 1986 | 5    | 0    |
| 1987 | 11   | 2    |
| 통산 | 61   | 6    |